# Pakość (gemeente)
De gemeente Pakość is een stad- en landgemeente in het Poolse woiwodschap Koejavië-Pommeren, in powiat Inowrocławski.
De zetel van de gemeente is in Pakość.
Op 30 juni 2004 telde de gemeente 9968 inwoners.

## Oppervlakte gegevens
In 2002 bedroeg de totale oppervlakte van gemeente Pakość 86,29 km², waarvan:
- agrarisch gebied: 77%
- bossen: 20%

De gemeente beslaat 7,04% van de totale oppervlakte van de powiat.

## Demografie
Stand op 30 juni 2004:
| Omschrijving                   | Totaal | Totaal | Vrouwen | Vrouwen | Mannen | Mannen |
| ------------------------------ | ------ | ------ | ------- | ------- | ------ | ------ |
| eenheid                        | aantal | %      | aantal  | %       | aantal | %      |
| inwoners                       | 9968   | 100    | 5128    | 51,4    | 4840   | 48,6   |
| bevolkingsdichtheid (inw./km²) | 115,5  | 115,5  | 59,4    | 59,4    | 56,1   | 56,1   |

In 2002 bedroeg het gemiddelde inkomen per inwoner 1219,12 zł.

## Administratieve plaatsen (sołectwo)
Dziarnowo, Gorzany-Giebnia-Węgierce, Jankowo, Kościelec, Ludkowo-Mielno-Wojdal, Ludwiniec, Łącko, Radłowo, Rybitwy, Rycerzewo, Rycerzewko, Wielowieś.

## Aangrenzende gemeenten
Barcin, Dąbrowa, Inowrocław, Janikowo, Złotniki Kujawskie